# Epidapus strenuus
Epidapus strenuus är en tvåvingeart som beskrevs av Werner Mohrig 1996. Epidapus strenuus ingår i släktet Epidapus och familjen sorgmyggor. Inga underarter finns listade i Catalogue of Life.